# Go Ahead Eagles in het seizoen 1986/87
Het seizoen 1986/1987 was het 33e jaar in het bestaan van de Deventerse betaaldvoetbalclub Go Ahead Eagles. De club kwam uit in de Eredivisie en eindigde daarin op de 16e plaats, dit betekende rechtstreekse degradatie naar de Eerste divisie. Tevens deed de club mee aan het toernooi om de KNVB Beker, hierin werd in de eerste ronde verloren van DS '79 (2–3).

## Wedstrijdstatistieken

### Eredivisie
|       | Ajax  | AZ    | FC Den Bosch '67 | Excelsior | Feyenoord | Fortuna Sittard | Haarlem | FC Groningen | FC Den Haag | PEC Zwolle '82 | PSV   | Roda JC | Sparta Rotterdam | FC Twente | FC Utrecht | SC Veendam | VVV   |
| ----- | ----- | ----- | ---------------- | --------- | --------- | --------------- | ------- | ------------ | ----------- | -------------- | ----- | ------- | ---------------- | --------- | ---------- | ---------- | ----- |
| Thuis | 1 – 1 | 1 – 1 | 0 – 0            | 1 – 0     | 0 – 2     | 0 – 0           | 1 – 0   | 2 – 0        | 1 – 2       | 0 – 3          | 0 – 2 | 2 – 2   | 0 – 3            | 0 – 2     | 0 – 3      | 0 – 0      | 1 – 1 |
| Uit   | 3 – 2 | 1 – 0 | 0 – 1            | 1 – 1     | 1 – 1     | 2 – 0           | 0 – 0   | 0 – 1        | 3 – 2       | 1 – 1          | 2 – 0 | 4 – 0   | 1 – 1            | 1 – 1     | 2 – 0      | 3 – 2      | 1 – 0 |

### KNVB Beker
| 1e ronde                                     | DS '79                                             | 3 – 2 (1 – 0) | Go Ahead Eagles    |
| 12 oktober 1986 Plaats: Dordrecht Krommedijk | Theo Kulsdom 11' Leen van der Weel 58', 69' (pen.) |               | 81', 89' René Smit |

## Statistieken Go Ahead Eagles 1986/1987

### Eindstand Go Ahead Eagles in de Nederlandse Eredivisie 1986 / 1987
| Stand | Gespeeld | Gewonnen | Gelijk | Verloren | Punten | Doelpunten voor | Doelpunten tegen |
| ----- | -------- | -------- | ------ | -------- | ------ | --------------- | ---------------- |
| 16e   | 34       | 5        | 13     | 16       | 23     | 23              | 48               |

### Topscorers
| #      | Naam             | Goal |
| ------ | ---------------- | ---- |
| 1.     | Michel Boerebach | 5    |
| 1.     | Arno Hofstede    | 5    |
| 1.     | Mike Small       | 5    |
| 4.     | Hans Voskamp     | 3    |
| 5.     | Rob Wesselink    | 2    |
| 6.     | Arold Back       | 1    |
| 6.     | René Smit        | 1    |
| 6.     | Wim Woudsma      | 1    |
| Totaal | Totaal           | 23   |

| #      | Naam      | Goal |
| ------ | --------- | ---- |
| 1.     | René Smit | 2    |
| Totaal | Totaal    | 2    |

## Voetnoten
Ajax ·
AZ ·
FC Den Bosch '67 ·
Excelsior ·
Feyenoord ·
Fortuna Sittard ·
Go Ahead Eagles ·
FC Groningen ·
FC Den Haag ·
Haarlem ·
PEC Zwolle '82 ·
PSV ·
Roda JC ·
Sparta Rotterdam ·
FC Twente ·
FC Utrecht ·
SC Veendam ·
VVV